# Coleção de insetos do Departamento de Entomologia do Museu Nacional

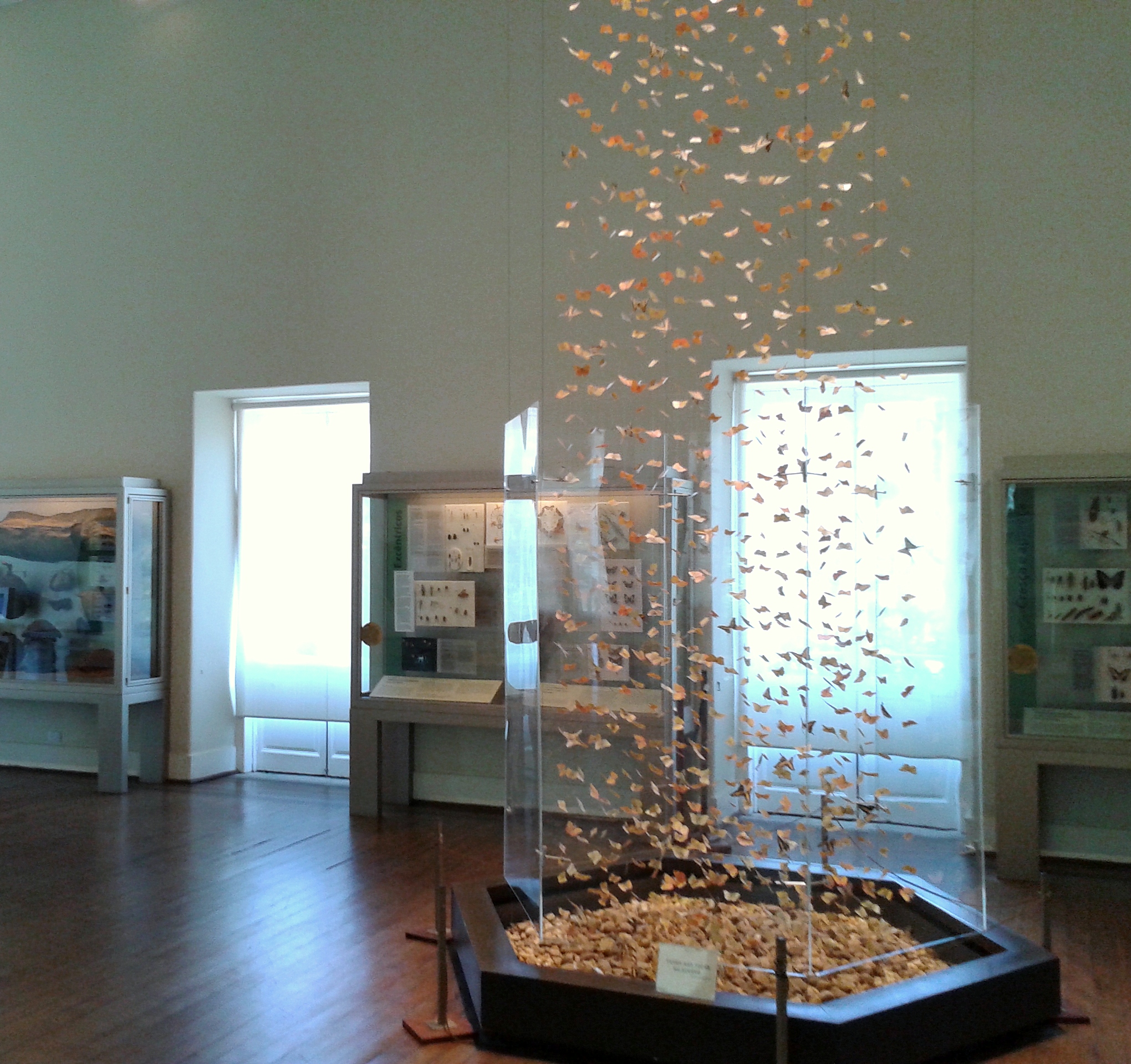
Vista geral da coleção.

A Coleção de insetos do Departamento de Entomologia do Museu Nacional é uma das coleções em exposição no Museu Nacional, no Rio de Janeiro. O acervo era constituído por mais de 5 milhões de itens, com destaque para exemplares da fauna neotropical.
Parte considerável desta coleção, considerada uma das mais importantes do mundo, foi destruída no incêndio de 2018 no Museu Nacional. Foram preservadas apenas as coleções que não estavam no prédio incendiado, como 314 espécimes raros em empréstimo à UEPA. A coleção foi avaliada como a mais afetada pelo incêndio de 2018.
Eram especialmente importantes na coleção exemplares-tipo.

## Galeria

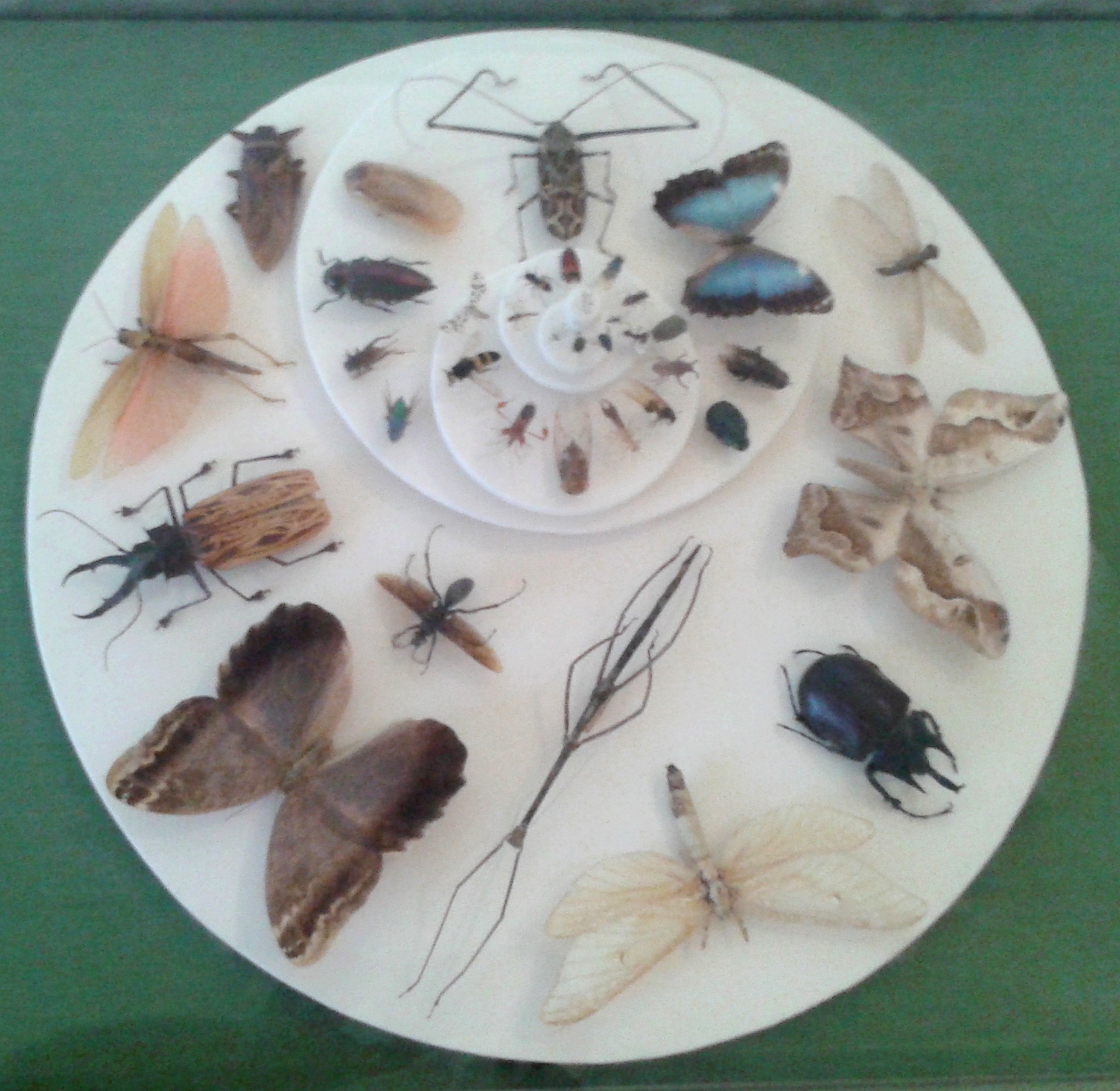
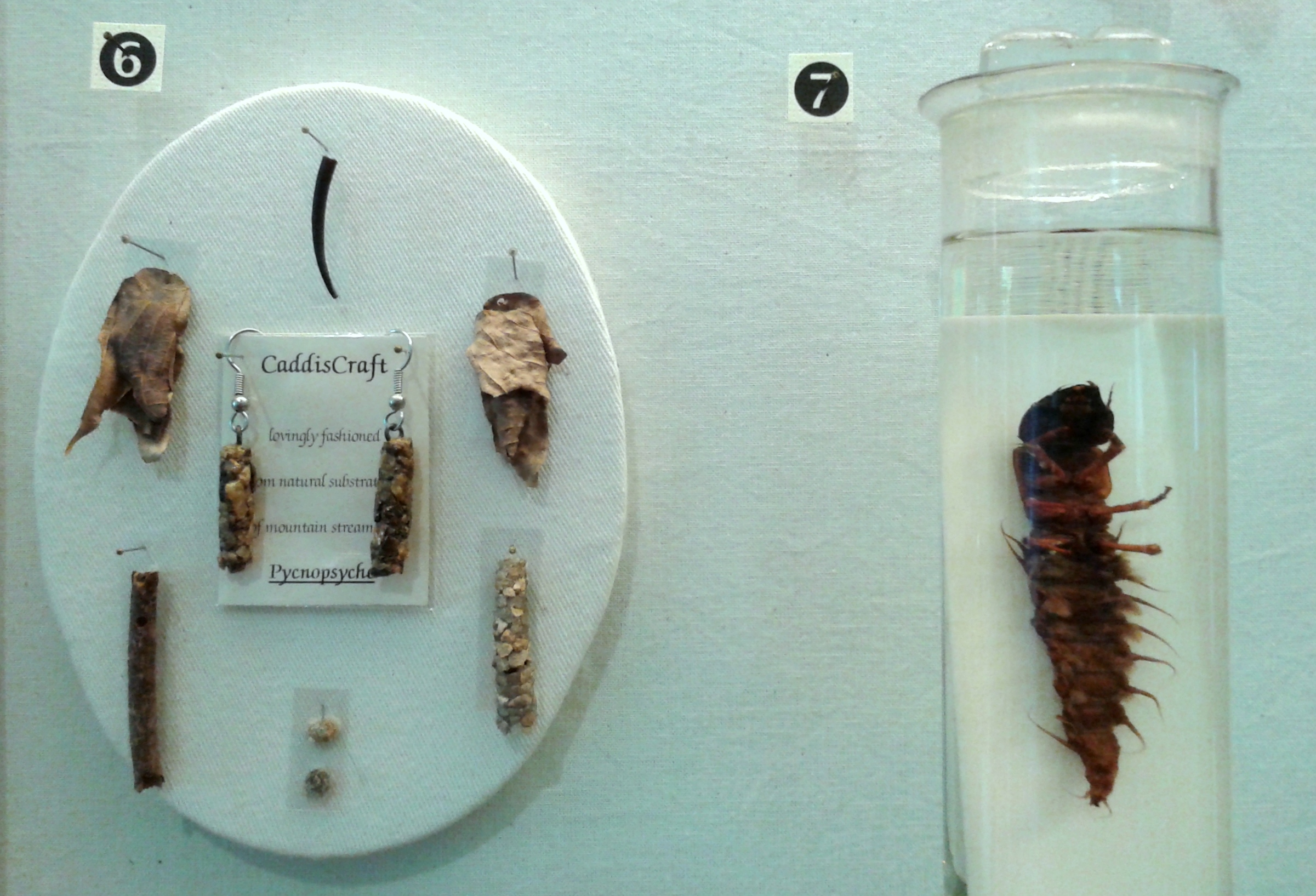
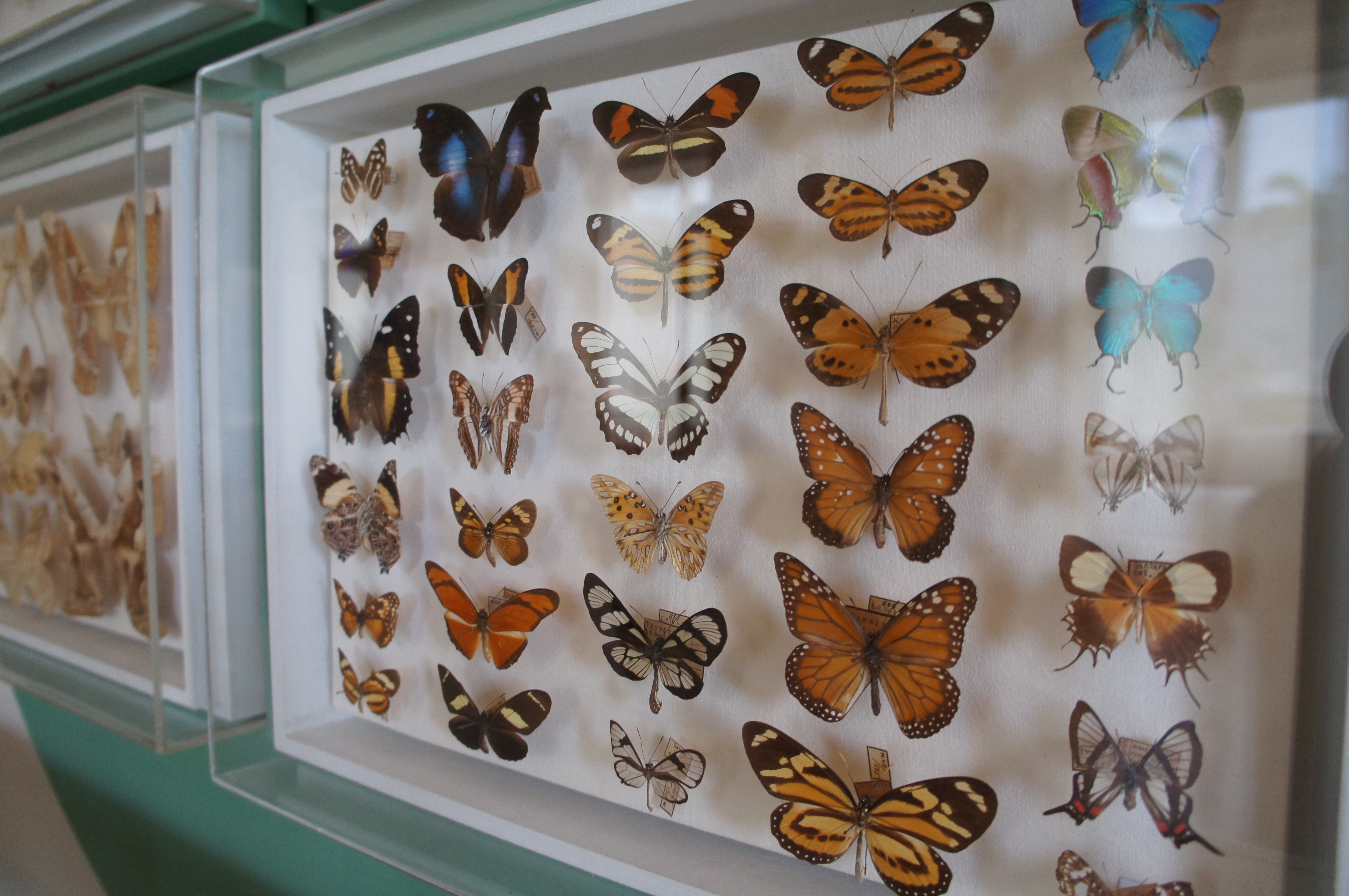
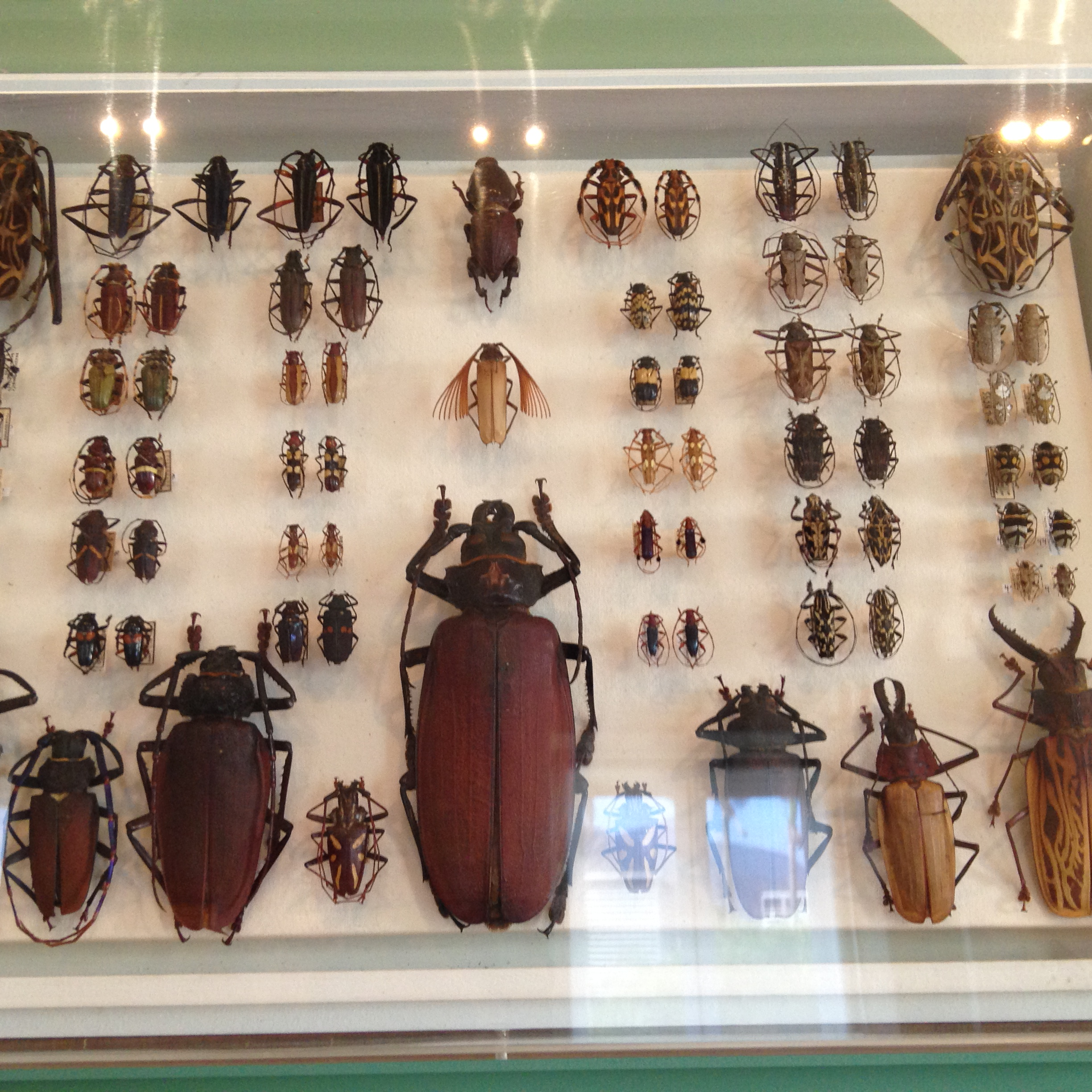